# Chmielno (województwo pomorskie)
Chmielno (kaszub. Chmielno) – wieś w Polsce, w województwie pomorskim, w powiecie kartuskim, siedziba gminy Chmielno
Jest to duża kaszubska wieś  turystyczno-letniskowa leżąca na obszarze Kaszubskiego Parku Krajobrazowego w ciągu Drogi Kaszubskiej i na szlaku wodnym „Kółko Raduńskie”.
Wieś jest siedzibą sołectwa Chmielno, w którego skład wchodzą również miejscowości Chmielonko, Lampa, Babino, Bukowinki, Chmieleńskie Chrósty, Koszkania, Osowa Góra, Rekowo i Węgliska. Leży na Pojezierzu Kaszubskim nad jeziorami Białym i Kłodno w pobliżu północnego krańca Raduńskiego Dolnego. Chmielno jest również ośrodkiem regionalnego hafciarstwa kaszubskiego. Prowadzi tędy turystyczny  Szlak Kaszubski, a agroturystyka ma znaczenie gospodarcze. Hieronim Derdowski wymieniał Chmielno w swoim poemacie O Panu Czorlińścim co do Pucka po sece jachoł.
Wieś norbertanek żukowskich w województwie pomorskim w II połowie XVI wieku.
W latach 1954–1972 wieś należała i była siedzibą władz gromady Chmielno. W latach 1975–1998 miejscowość administracyjnie należała do województwa gdańskiego.
| Integralne części wsi Chmielno | Integralne części wsi Chmielno | Integralne części wsi Chmielno |
| SIMC                           | Nazwa                          | Rodzaj                         |
| ------------------------------ | ------------------------------ | ------------------------------ |
| 0159887                        | Babino                         | część wsi                      |
| 0159893                        | Bukowinki                      | część wsi                      |
| 0159901                        | Chmieleńskie Chrósty           | część wsi                      |
| 0159918                        | Chmielonko                     | część wsi                      |
| 0159924                        | Koszkania                      | część wsi                      |
| 0159930                        | Lampa                          | część wsi (do 2023 r.)         |
| 0159947                        | Osowa Góra                     | część wsi                      |
| 0159953                        | Rekowo                         | część wsi                      |
| 0159960                        | Węgliska                       | część wsi                      |

## Historia
W XIII wieku gród książąt pomorskich i siedziba kasztelana, po której zachowało się grodzisko. W sierpniu 1308 roku należący do Władysława Łokietka gród został spalony przez Brandenburczyków. Po zajęciu Pomorza Gdańskiego przez Krzyżaków przeszło pod administrację zakonną. Od końca wojny trzynastoletniej ponownie znalazło się pod zwierzchnictwem Królestwa Polski na obszarze powiatu mirachowskiego. Od 1772 było pod administracją zaboru pruskiego i nosiło nazwę niemiecką Chmelno. Na koniec 1892 r. wieś zamieszkiwały 693 osoby, w tym: (na podstawie języka ojczystego) 658 Kaszubów katolików, 1 Polak (ksiądz), 25 Niemców (14 katolików i 11 ewangelików) i 9 Żydów. W 1920 znalazło się w granicach II Rzeczypospolitej (powiat kartuski). Najprawdopodobniej swoją nazwę zawdzięcza uprawianemu w okolicy chmielowi.
W Chmielnie w 1982 roku pochowano Stanisława Kostkę – uczestnika wyprawy tratwą przez Bałtyk, który w dniach 28 sierpnia – 7 września 1957 razem z kapitanem Andrzejem Urbańczykiem, Jerzym Fischbachem i Czesławem Breitem tratwą „Nord” przepłynęli z Łeby na wyspę Lilla Karlsö w Szwecji.

## Tradycje kaszubskie
- We wsi znajduje się warsztat garncarski rodziny Neclów, od czterech pokoleń parających się tym rzemiosłem
- Zespół folklorystyczny Kaszubski Zespół Pieśni i Tańca "Chmielanie"
- powitanie nowego roku przez bazunistów
- gwiazdka bożonarodzeniowa
- biesiady nad jeziorem
- topienie marzanny.

## Zabytki

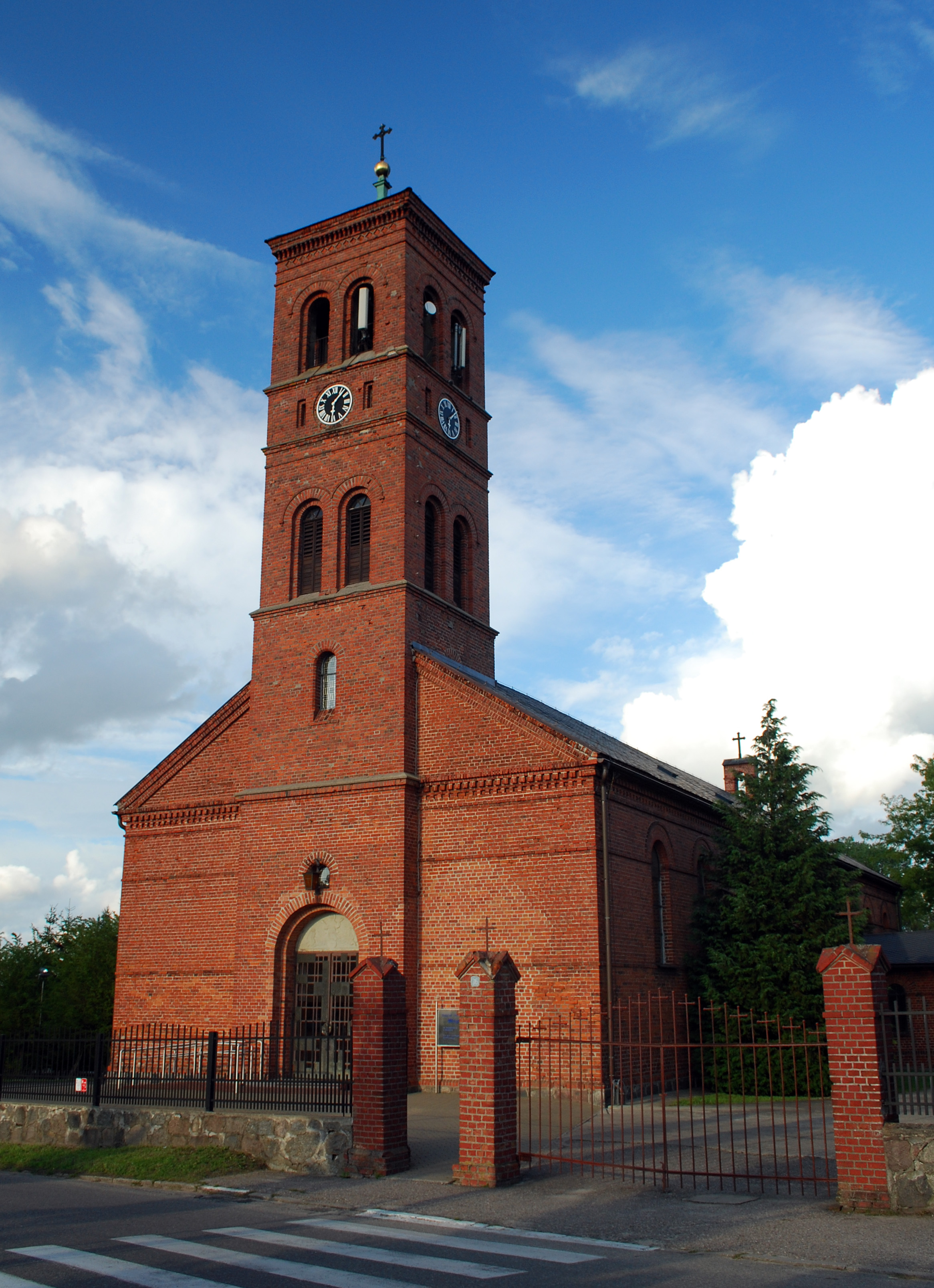
Kościół pw. św.św. Piotra i Pawła

Według rejestru zabytków NID na listę zabytków wpisane są:
- kościół parafialny pw. św.św. Piotra i Pawła, ul. Gryfa Pomorskiego 41, z 1845, rozbudowany w 1887, z wieżą z 1860, z wyposażeniem wnętrz z okresu XVI-XVIII wieku, nr rej.: 998 z 30.04.1987
- cmentarz grzebalny przykościelny, nr rej.: j.w.
- cmentarz rzymskokatolicki, 1884, nr rej.: 999 z 30.04.1987
- drewniany dom (chata) z terenem zagrody nr 66, z 2 poł. XIX w., nr rej.: A-1238 z 22.12.2003.

Ponadto w Chmielnie znajdują się:
- Muzeum Ceramiki Kaszubskiej Neclów
- Izba Pamięci prof. Juliusza Studnickiego
- grodzisko na przesmyku lądowym pomiędzy jeziorami Białym i Kłodno
- Park Kamienny – punkt widokowy nad jeziorem Kłodno.

## Grodzisko w Chmielnie
Grodzisko w Chmielnie było centrum administracyjnym, z którego zarządzano najbliższymi terytoriami w jego okolicy oraz kontrolowano z niego drogę biegnącą przesmykiem między dwoma jeziorami. Na grodzisku podczas prac archeologicznych odkryto fundamenty samodzielnie stojącego budynku, oddalonego o około 5,5 m od wjazdu do grodu. Budynek miał wymiary 6 × 3,6 m, pełnił funkcje mieszkalne i był piętrowy. Pomieszczenia ulokowane na poszczególnych poziomach miały powierzchnię 24 m². Odkrywczyni uznała ten budynek za wieżę mieszkalną, zwracając uwagę na jej usytuowanie i mocną podstawę przy niewielkiej powierzchni. Zdaniem Błażeja Śliwińskiego wieżę tę zbudowano w początkach lat 70 XIII wieku, gdy gród w Chmielnie miał pełnić z polecenia księcia Mściwoja II (1220-1294) rolę siedziby Dobrawy (Damroki) córki księcia Świętopełka.
W sierpniu 1308 roku należący do Władysława Łokietka gród został spalony przez Brandenburczyków, przed ich atakiem na Gdańsk.
Na terenie grodziska stoi krzyż wykuty z żelaza z 1888 roku, ufundowany przez Feliksa Gilmeistra w 25 rocznicę Powstania Styczniowego.
W 2016 roku na grodzisku przeprowadzono prace archeologiczne pod kierunkiem archeolożki Zdzisławy Ratajczak.

## Transport publiczny
Miejscowość jest połączona z Kartuzami linią autobusową nr 4 i 8, na której usługi świadczy P.A. „Gryf”.